# Арман, Жан-Батист
Жан-Батист Арма́н (фр. Jean-Baptiste Harmand) по прозвищу де ла Мёз (de la Meuse — «из Мёза»; 10 ноября 1751, Суйи, департамент Мёз — 26 февраля 1816, Париж) — французский политический деятель, депутат Национального Конвента.
Военный, адвокат, мировой судья. Депутат Конвента от департамента Мёз, на судебном процессе над Людовиком XVI голосовал за изгнание короля. Во время Якобинской диктатуры практически ничем не отличился, после свержения Робеспьера активно поддержал термидорианскую реакцию. Был членом Комитета общественной безопасности, и в этом качестве посетил юного Людовика XVII в Тампле, встречу с которым он описал в своей книге «Любопытные случаи относительно некоторых лиц и нескольких значительных событий Революции», опубликованной в 1814 году.
В 1795—1798 годах был членом Совета старейшин, затем членом Совета пятисот. Поддержал Переворот 18 брюмера. При Наполеоне был префектом Нижнего Рейна. Получив назначение генеральным консулом в Данциг, отказался покидать Париж, за что был лишён всех должностей.
Остаток жизни провёл в нищете и забвении. Его нашли мёртвым на улице, с разбитым в кровь лицом и одетым в тряпьё.